# Althaidhof
Althaidhof  (oberfränkisch: Haadhuf) ist ein Gemeindeteil der Stadt Creußen im Landkreis Bayreuth (Oberfranken, Bayern). Althaidhof liegt in der Gemarkung Haidhof.

## Lage
Das Dorf liegt im Norden der Fränkischen Alb eingebettet zwischen dem 456 Meter hohen Kapellenberg im Nordwesten und dem 461 Meter hohen Brandberg im Südosten sowie dem Höhenbühl im Osten, der der nordöstliche Ausläufer des Brandberges ist. Am nordöstlichen Ortsrand fließt der in den Roten Main mündende Schwarzbach vorbei und südwestlich des Dorfes liegt das Waldgebiet Hohenwart. Die Staatsstraße 2120 führt am südwestlichen Ortsrand vorbei nach Neuhaidhof (0,5 km südlich) bzw. zur Bundesstraße 2 bei Creußen (1,1 km nordwestlich). Eine Gemeindeverbindungsstraße führt nach Creußen. Anliegerwege führen zur Stockmühle (0,2 km nordöstlich) und nach Kotzmannsreuth (0,5 km östlich).

## Geschichte
Der Ort wurde ursprünglich nur als „Haidhof“ bezeichnet, was Hof auf der Heide bedeutet. Das Präfix Alt- kam erst hinzu, nachdem 1794 südlich des Dorfes die Ortschaft Neuhaidhof am Standort des früheren Pechhofes gegründet worden war. Die Texte der ersten urkundlichen Erwähnungen von (Alt-)Haidhof waren:
- 1399: „Fridrich von Sparnecke, Ritter hat empfangen ein hof bey Krewsen, der Heidehof genant“
- 1418: „zu Creusen den Heidhof“
- 1419: „ein hof genant den Heydhof“
- 1468: „zwischen dem Kutschenrain und dem Heidhof gelegen“
- 1488: „Pechhofen gelegen bei dem Haidhof“
- 1490: „unter Kotzmanßrewt bey dem Haidhoff'“[7]

In der Fraisch unterstand Althaidhof dem brandenburg-bayreuthischen Kasten- und Stadtvogteiamt Creußen. Von 1791/92 bis 1810 gehörte Althaidhof zum preußische Justiz- und Kammeramt Pegnitz.
Mit dem Gemeindeedikt (frühes 19. Jahrhundert) wurde Althaidhof dem Steuerdistrikt Haidhof und der Ruralgemeinde Haidhof zugewiesen. Im Rahmen der Gebietsreform in Bayern wurde Althaidhof am 1. Mai 1978 in die Stadt Creußen eingegliedert.

## Baudenkmäler
Am nordöstlichen Ortsrand (Standort) steht das ehemalige Schloss Althaidhof. Das aus dem Jahr 1680 stammende denkmalgeschützte Bauwerk ist ein zweigeschossiger Halbwalmdachbau und mit der Aktennummer D-4-72-175-70 des BLfD versehen.

## Wirtschaft und Infrastruktur

### Unternehmen
In Althaidhof gibt es unter anderem eine Karosseriewerkstatt, ein Logistikunternehmen und eine Bäckerei mit Lieferservice.

### Verkehr
Vom ÖPNV wird das Dorf an einer Haltestelle der Regionalbuslinie 385 des VGN bedient. Diese verbindet Althaidhof mit dem Bahnhof Creußen (Oberfr), dem nächstgelegenen Eisenbahnhaltepunkt.

## Religion
Ebenso wie die protestantisch geprägte Kernstadt gehört die Bevölkerung von Althaidhof ganz überwiegend der evangelisch-lutherischen Konfession an. Die protestantische Mehrheitsbevölkerung wird  von der evangelischen Pfarrei Creußen betreut, während die römisch-katholische Minderheit der katholischen Pfarrei in Thurndorf angehört.